# Pantelleria
Pantelleria (sicilsko Pantiddirìa, antična Cossyra malteško Qawsra, danes Pantellerija, starogrško Kossyra, Κοσσύρα, arabsko بنت الرياح Bint al-Riyāḥ) je italijanski otok v Sicilskem prelivu v Sredozemskem morju, podobno kot Lampedusa. Leži 100 km jugozahodno od Sicilije in samo 60 km severovzhodno od tunizijske obale, ki jo je ob lepih dnevih možno videti s prostim očesom. Pantelleria je tudi ime mesteca in občine na otoku, ki je administrativno vključena v provinco Trapani in regijo Sicilija. Na otoku živi 7.664 prebivalcev, v samem mestecu Pantelleria pa 3.445 (2011). Prebivalci živijo pretežno v treh naseljih Pantelleria, Khamma in Scauri, ter po celotnem otoku v tipičnih hišah imenovanih damussi.

## Geografske značilnosti otoka
Otok Pantelleria je vulkanskega izvora ovalne oblike, podolgovat v smeri severozahod-jugovzhod dolžine 13,7 km in največje širine 8 km. Skupna površina otoka je 83 km2, najvišji vrh otoka se imenuje Montagna Grande in je visok 836 m. Zadnji izbruh vulkana so zabeležili leta 1891, na otoku pa se še vedno dogajajo vulkanske aktivnosti, kjer posledično nastajajo gejzirji vodne pare od 100 stopinj in  v kraji, kjer se iz zemlje dvigajo žveplene pare. Obstajajo tudi številni termalni vrelci, ki vsebujejo silicij in natrijev karbonat. Kljub vsemu je na otoku problem s pitno vodo in prebivalci uporabljajo deževnico.
Na otoku je veliko depresij, kot ostankov nekdanjih kraterjev in se danes intenzivno odelujejo.

## Geološke značilnosti otoka
Otok Pantelleria se nahaja nad potopljeno in razklano ploščo v Sicilskem prelivu. Je središče intenzivnega vulkansko-tektonskih dogajanj. Otok obvladujeta dve pleistocenski kalderi, starejša od njiju je nastala pred približno  114.000 leti. Mlajša je nastala pred približno 95.000 leti in proizvaja značilen zeleni tuf, ki zajema pretežen del otoka in ga je možno najti tudi v ostalem Sredozemlju, celo na otoku Lesbos v Egejskem morju.
Montagna Grande kot najvišji vrh otoka se počasi pogreza, kot posledica ohlajanja vulkana in izhajanja plinov iz zemeljske notranjosti. Zadnji izbruh vulkana je bil leta 1891 pod morsko gladino.

## Podnebne razmere
| Vremenske razmere                          | Jan.  | Feb.  | Mar.  | Apr.  | Maj   | Jun.  | Jul.  | Avg.  | Sep.  | Okt.  | Nov.  | Dec.  |
| Povprečje sončnih ur na mesec              | 124,0 | 138,4 | 186,0 | 207,0 | 257,3 | 282,0 | 322,4 | 310,0 | 237,0 | 201,5 | 156,0 | 124,0 |
| Povprečna dnevna temperatura zraka [°C]    | 11,6  | 11,6  | 12,6  | 14,7  | 18,2  | 21,6  | 24,5  | 25,0  | 23,0  | 19,6  | 15,9  | 12,7  |
| Povprečna najnižja temperatura zraka [°C]  | 9,4   | 9,2   | 10,0  | 11,7  | 14,7  | 18,0  | 20,9  | 21,6  | 19.8  | 17,0  | 13,6  | 10,6  |
| Povprečna najvišja dnevna temperatura [°C] | 13,7  | 14,0  | 15,1  | 17,6  | 21,4  | 25,1  | 28,0  | 28,4  | 26,1  | 22,2  | 18,2  | 14,8  |
| Povprečno število deževnih dni             | 9,0   | 8,3   | 6,0   | 4,9   | 2,5   | 0,9   | 0,3   | 1,0   | 2,7   | 6,4   | 7,5   | 9,2   |
| Povprečna količina padavin (mm)            | 77,0  | 48,3  | 36,5  | 32,2  | 14,3  | 6,0   | 1,1   | 14,0  | 40,8  | 64,9  | 69,1  | 80,4  |

Vir Observatorij Hong Kong, Marec 2012

## Zgodovina
Otok je bil naseljen že v neolitiku s prebivalci, katerih poreklo še danes ni znano, domnevno Iberijskega ali ibero-ligurskega porekla. Prebivalci so se pretežno ukvarjali s kmetijstvom, ribištvom in s trgovino z obsidianom. Iz tega časa so našli številne arheološke artefakte, največ keramiko v vasi Murcia. Na otoku je nekaj megalitskih gradenj, imenovanih sesi, elipsaste oblike, za katere se ne ve, čemu so bile namenjene. Verjetno so to bili nagrobni spomeniki ali grobnice.
Otok je naseljen že okoli 35.000 let, in je zaradi svoje lege in strateškega pomena v ožini med Tunizijo in Italijo ves čas predmet osvajanj in vojskovanj. Tekom let so ga osvajali Kartažani, Rimljani, Vandali, Bizantinci, Arabci, Normani in Turki. V času antike je Pantelleria bila znana kot Cossira (latinsko Cossyra, grško Κοσσύρα) in je bila pod oblastjo Kartažanov od 7. stoletja pr. n. št. V času Druge punske vojne je leta 217 pr. n. št. otok okupirala Rimska republika. V tem času je otok služil kot prostor za pregnane ugledne meščane in članov cesarske družine. Otok je takrat užival tudi posebne pravice.
Okoli leta 700 so otok zavzeli Arabci in ga poimenovali Bin tal-Riyah (Hči vetrov). Na njem so  vladali vse do leta 1123. Takrat otok zavzamejo Normani Rogerija I. Sicilskega. Leta 1311 je otok zasedlo aragonsko ladjevje pod poveljstvom Lluisa de Requesensa. Člani družina Requesens so otoku vladali kot knezi vse do leta 1553, ko otok zavzamejo Turki. Pozneje so otok ponovno prevzeli Sicilijci. V bližini otoka je julija 1586 potekala pomorska bitka, v kateri je angleško oboroženo ladjevje petih ladij uspelo odbiti napad združenih enajstih španskih in malteških galej.
V času Druge svetovne vojne je zaradi izrednega strateškega pomena otoka, kot zaščite plovnih poti do Afrike, Benito Mussolini ojačal otoške vojaške utrdbe. V načrtih zaveznikov za izkrcanje na Sicilijo, je otok zaradi svoje lege imel pomembno vlogo. V času med 18. majem in 11. junijem 1943 so zavezniki na otok vrgli okoli 6200 ton bomb, s čimer so dosegli vdajo italijanskih enot na otoku.
Zadnjih nekaj let je otok tarča ladij z afriškimi migranti, ki prihajajo na otok s starimi razpadajočimi ladjami.
Na otoku so do poznega 18. stoletja govorili Sicilo-arabsko narečje, ki je podobno maltežanskemu jeziku. Tako sodobna sicilijanščina in narečje na Pantellerii vsebujejo številne izraze prevzete iz arabsščine. Tako je tudi večina krajevnih imen na otoku semitskega izvora.

## Demografski podatki
Število prebivalstva se je ob posameznih štetjih spreminjalo, kot je razvidno iz tabele
Število prebivalcev v naselju od leta 1931 dalje je bilo naslednje.
| 1931  | 1936  | 1951   | 1961  | 1971  | 1981  | 1991  | 2001  | 2015  |
| 9.458 | 9.806 | 10.306 | 9.601 | 8.327 | 7.914 | 7.484 | 7.224 | 7.715 |

## Gospodarstvo
Kmetijstvo, ribištvo in turizem so osrednje gospodarske dejavnosti, od katerih živi večina otočanov. Najvažnejši  proizvod otoka je grozdje, znano kot Aleksandrijski muškat in kapre. Iz grozdja se prideluje vino od posušenega grozdja.

## Prometne povezave
Pantelleria je z rednimi ladijskimi linijami povezana s Trapanijem in mestom Mazara del Vallo na Siciliji. Na otoku je tudi letališče, ki služi pretežno v vojaške namene, z rednimi letalskimi linijami pa je otok celo leto povezan s Palermom in Trapanijem, v času turistične sezone dodatno še z Milanom, Rimom, Bergamom in Benetkami. Na omenjenih povezavah letijo italijanske letalske družbe Alitalia, Mistral Air, Blue Panorama Express in Volotea.

## Znamenitosti
Naravne znamenitosti
Na otoku je veliko naravnih znamenitosti, med njimi tudi jezero poimenovano Venerino zrcalo (Specchio di Venere), nastalo znotraj nekdanjega vulkanskega kraterja, ki ga polnijo tako padavine kot topli vrelci. Jezero globine 12 m je priljubljeno za kopanje, kot tudi za blatne kopeli. Druge naravne znamenitosti so različni dostopi do morja, razprostranjena mreža pohodniških poti, vroči vrelci in zelo priljubljene naravne savne v parnih hlapih, filtriranih skozi skale v majhnih jamah.
Arheološka najdišča
V srednji bronasti dobi se je naselje nahajalo na zahodni obali otoka, približno 3 km od pristanišča, z obzidjem iz blokov visokih približno 7,5 m, širokih na dnu 10 m in na vrhu približno 5m, Na vzhodni strani so ostanki nekdanje koče, v kateri so našle ostanke lončene posode, orodja iz obsidiana in drugih predmetov. Predmeti so razstavljeni  v muzeju v Sirakuzi, na vzhodni obali Sicilije.
Na jugovzhodu otoka, v delu imenovanem Cunelie je veliko število grobov, znanih kot sesi. Po obliki so podobni nuragijem iz Sardinije, samo manjši. Sestavljeni so iz krožnih ali elipsastih stolpov z grobnimi prostori v njih. Zgrajeni so iz blokov surove lave. Na otoku jih je moč videti še sedeminpetdeset, največji med njimi pa ima osnovo elipsaste oblike v izmeri približno 18 x 20 metrov, vendar ima večina med njimi premer le 6 do 7 metrov. V sesih so našli enake lončene izdelke, kot v ostankih predzgodovinskih vasi, kar navaja na dejstvo, da so sesi kot grobnice služile predvsem kasnejšim prebivalcem.
Spomeniki in druge zgradbe
Na otoku je polno značilnih zgradb neznanega izvora imenovanih dammuso. Verjetno imajo zelo staro poreklo. Dammuso je suha kamnita stavba zgrajena z debelimi zidovi, ki se po navadi pojavljajo v črni barvi zaradi obsežne uporabe vulkanskih kamnin in z značilno kupolo na vrhu. Kupola je pobarvana z belo barvo, da se prepreči pregretje in služi tudi kot zbiralnik deževnice. Od tod je deževnica preusmerjena v velik rezervar, ki se nahaja pod stavbo ali v zemlji, kjer jo hranijo za uporabo v sušnem obdobju.
Večina drugih objektov je bila uničenih med obsežnim zavezniškem bombardiranju otoka med Drugo svetovno vojno, z izjemo gradu Barbacane. Grad je iz časov renesanse, oblikovan z nepravilnimi štirioglatimi gradnikiin z notranjim dvoriščem, ki povezuje kvadratne stolpe.

## Vino
Pantelleria je znana po svojih sladkih vinih, muškatu Pantelleria in muškatu Passio de Pantelleria. Obe sorti vina pridelujejo iz lokalne sorte vinske trte imenovane Zibibo. 24. novembra 2014 je UNESCO uvrstil v svoj seznam nematerialne svetovne dediščine »tradicionalno vinogradniško prakso kultiviranja vinske trte v rogovilah na Pantellerii.
Tradicionalen način kultiviranja vinske trte se prenaša iz generacije na generacijo vinogradnikov in kmetovalcev na Pantellerii. Okoli 5.000 oseb ima v lasti zemljišča, na katerih na poseben način vzgajajo nizko rezano vinsko trto. Tehnika vzgoje je razdeljena na več faz. Najprej se izravna teren, kjer se bo vzgajala vinska trta. V zemljišču se izkopljejo vdolbine, v katera se posadi vinska trta. Glavno korenino trsa se potem pazljivo poreže na šest poganjkov, ki tvorijo radialni grm. Vdolbine se neprenehoma preurejajo, da se lahko zagotovi pravilna rast rastline v otoški mikroklimi. Grozdje se obredno obira ročno konec julija. Vinogradniki in kmetovalci iz Pantellerie , moški in ženske, tretirajo vzgojo vinske trte v težkih klimatskih pogojih. Znanje in izkušnje se prenašajo v družinah usno v lokalnem narečju in s praktičnim prikazom. Ob tem, razni obredi in festivali od julija do septembra so priložnost lokalne skupnosti, da delijo svojo družabno prakso. Prebivalci Pantellerie se poistovetijo z grozdjem in se trudijo obdržati to tradicijo